# J. P. R. Williams
John Peter Rhys Williams (Bridgend, Gales, 2 de marzo de 1949-8 de enero de 2024) fue un jugador de rugby británico que se desempeñaba como fullback. Posteriormente ejerció su profesión de médico.
Está considerado por muchos como uno de los mejores jugadores que dio su país, de la historia, en su posición y el mejor de la década de 1970. Desde 2014 era miembro del Salón de la Fama de la World Rugby.

## Biografía
Destacó en el tenis ganando el torneo nacional júnior en 1966, pero finalmente se decidió por el rugby en 1968. Se capacitó como médico en la Imperial College London y en las instalaciones del Hospital de St. Mary's en 1973.

## Carrera
Fue invitado a jugar en los Barbarians desde 1969 a 1977. Por invitación se quedó unos meses en Durban luego de la Gira de los Lions de 1974, para jugar en Natal Sharks.
Luego de su retiro, continuó jugando rugby en equipos juveniles (pre-intermedia), veteranos y representativos hasta 2003.

## Selección nacional
Debutó en los Dragones rojos con 19 años en 1969 y fue miembro de los British and Irish Lions en los 70 siendo compañero de Phil Bennett y Gareth Edwards, entre otros. Se retiró de ella en 1981.

## Palmarés
- Campeón absoluto del Torneo de las Seis Naciones de 1969, 1971 con Gran Slam, 1975 y 1976 con Gran Slam.